# The Girl in the Dark (film 1918)
The Girl in the Dark è un film muto del 1918 diretto da Stuart Paton.
La sceneggiatura del film si basa sul romanzo The Green Seal di Charles Edmonds Walk pubblicato a Chicago nel 1914.

## Trama
La spalla di Lois Fox è stata marchiata con un ideogramma cinese che assomiglia alle lettere "A.Y". La giovane donna viene salvata da una banda di cinesi da Brice Ferris ma Ming, il suo servitore, che ha cercato di rubarle dal dito un anello con un misterioso sigillo verde, viene ucciso. Un misterioso straniero, Strang, giunge per cercare la ragazza. Nonostante gli sforzi di Ferris per salvarla, Lois viene rapita e portata al quartiere generale di Lao Wing, capo della società segreta dei Tong. Ferris insieme al capo della polizia riesce a infiltrarsi nel quartier generale e, dopo un furioso combattimento, Lois e Strang vengono liberati. Si scopre che Strang è lo zio di Lois: l'uomo rivela che l'anello, che ha scatenato tutto quel trambusto e che è il sacro sigillo di un antico ordine cinese, era stato rubato anni prima dal padre di Lois.

## Produzione
Il film fu prodotto dall'Universal Film Manufacturing Company (come Bluebird Photoplays).

## Distribuzione
Distribuito dall'Universal Film Manufacturing Company (come Bluebird Photoplays), il film uscì nelle sale cinematografiche statunitensi il 4 marzo 1918.
Non si conoscono copie ancora esistenti della pellicola che viene considerata presumibilmente perduta.